# Pw4ü Bay 06

Zeichnung zu Pw4ü Bay 06

Bei den bayerischen Pw4ü Bay 06 / Pw4ü Bay 06a / Pw4ü Bay 06/21 handelt es sich Drehgestell-Packwagen nach dem Blatt 231 für die Königlich Bayerischen Staatseisenbahnen.

## Beschaffung
Für den Einsatz in Durchgangs-, Schnell- und Eilzügen wurden adäquate Gepäckwagen benötigt. So beschaffte die KBayStsB zwischen 1906 und 1923 insgesamt 85 vierachsige Wagen in drei Lieferserien. Die Serie der Wagen von 1923 waren Nachbauten der Serie nach Blatt 231. Es handelte sich dabei um eine Ersatzbeschaffung für die wegen Abgabe als Reparationsleistung aus dem Bestand ausgeschiedenen Wagen. Die Wagen der Serie von 1906 (Blatt 231) waren für den grenzüberschreitenden Einsatz nach Österreich, der Schweiz und Frankreich ausgestattet.

## Verbleib
Drei Wagen mussten als Reparationsleistungen 1919 abgegeben werden. Bis Ende 1945 wurden weitere drei Wagen ausgemustert, je einer zum Kraftwerkswagen bzw. zum Bahndienstwagen umgerüstet und für insgesamt 14 Wagen ist der Verbleib ungeklärt. Fünf Wagen waren als Altschadwagen abgestellt und wurden bis Juli 1950 ausgemustert. Insgesamt 13 kamen noch zur DB, ein Wagen wurde als Spenderfahrzeug für das YG-Programm genutzt.

## Konstruktive Merkmale

### Untergestell
Der Rahmen der Wagen war komplett aus Profileisen aufgebaut und genietet. Die äußeren Längsträger hatten U-Form mit nach außen gerichteten Flanschen. Die Querträger waren ebenfalls aus U-Profilen und nicht gekröpft. Als Zugeinrichtung hatten die Wagen Schraubenkupplungen nach VDEV. Die Zugstange war durchgehend und mittig gefedert. Als Stoßeinrichtung besaßen die Wagen ursprünglich 2-fach geschlitzte Korbpuffer mit einer Einbaulänge von 650 mm und 400 mm für die Pufferteller. Diese wurde später durch Hülsenpuffer ersetzt. Zur Unterstützung der äußeren Längsträger wurde ein Sprengwerk aus Säulenständern und nachstellbaren Spannstangen eingebaut.

### Laufwerk
Die Wagen hatten aus Bleche und Winkeln genietete Drehgestelle der bayerischen Bauart mit einem Radstand von 2500 mm. Gelagert waren die Achsen in Gleitachslagern. Die Räder hatten Speichenradkörper. Für den internationalen Einsatz hatten die Wagen neben der Westinghouse-Luftdruckbremse auch Saugluftbremsen des Systems Hardy. Zusätzlich gab es noch eine Handspindelbremse, die auch von der Kanzel des Dienstraums aus bedient werden konnte.

### Wagenkasten
Der Rahmen des Wagenkastens bestand aus einem hölzernen Ständerwerk, welches durch stählerne Zugbänder versteift wurde. Die Wände waren außen mit Blechen und innen mit Holz verkleidet. Die Seiten- und die Stirnwände waren gerade, die Einstiegstüren eingerückt. Der Wagenkasten war in ein Dienstabteil, ein abgeschlossenes Zollabteil mit Seitengang sowie einem großen Gepäckraum mit zwei Hundeboxen unterteilt. Das flache Tonnendach war über dem Dienstraum mit einer aufgesetzten Kanzel versehen, die dem Zugführer als Beobachtungskanzel diente. Über den Einstiegstüren waren die Dächer ausgespart. Bei den Wagen der Baulose ab 1910 besaßen die Dächer die windschnittigen Aussparungen. Die Wagenübergänge an den Stirnseiten waren durch Faltenbälge gesichert. Zum schnellen Be- und Entladen gab es je zwei 1.500 mm breite Schiebetüren, die auf Rollen standen und mit Kopfstangen geführt wurden.

### Ausstattung
Neben einem Dienstabteil mit Zugführerkanzel und Abort gab es einen großen Laderaum mit integriertem, abschließbaren Zollabteil. Bei drei Wagen wurde für den Durchgangsverkehr durch Österreich in die Schweiz ein zweites Zollabteil eingebaut. Bei insgesamt 21 Wagen wurden die Zollabteile 1921 ausgebaut. Bei allen Wagen gab es noch zwei Hundeboxen.
Beleuchtet wurden die Wagen mit Gas- und Gasglühlichter. Der zur Versorgung dienende Behälter war in Längsrichtung unter dem Wagenkasten angebracht. In den 1930er Jahren erfolgte ein Umbau auf elektrische Beleuchtung. Die Beheizung erfolgte mit Dampf. Zur Belüftung gab es statische Lüfter auf dem Dach.

## Wagennummern
| Herstelldaten        | Herstelldaten        | Herstelldaten        | Wagennummern je Epoche Gattungszeichen | Wagennummern je Epoche Gattungszeichen | Wagennummern je Epoche Gattungszeichen | Wagennummern je Epoche Gattungszeichen | Wagennummern je Epoche Gattungszeichen | Wagennummern je Epoche Gattungszeichen | Wagennummern je Epoche Gattungszeichen | Fahrwerk | Fahrwerk | Fahrwerk | Ausstattung | Ausstattung | Ausstattung | Ausstattung | Ausstattung | Ausstattung | Ausstattung | Zusatzinfos | Zusatzinfos | Zusatzinfos | Zusatzinfos |
| Bau- jahr            | Her- steller         | Anz.                 | ab 1875                                | ab 1909 (1907)                         | Rep. (1919)                            | DR (ab 1923) | DRG (ab 1930) | DRG n. Umbau | Ausge- mustert | Bremsen | Anz. Achs. | Lenk- achs. | Bl. | Hz. | Anz. Abort | Anzahl der Abteile | Anzahl der Abteile | Anzahl der Abteile | Anzahl der Abteile | Signal- halter | Bemerkung | | |
| Blatt-Nr. 231        | Blatt-Nr. 231        | Blatt-Nr. 231        |                                        | PPü                                    |                                        | Pw4ü Bay 06 | Pw4ü Bay 06 | Pw4ü Bay 06/21 | | (siehe Legende) | | | (siehe Legende) | (siehe Legende) | | D | G | V | Z | (siehe Legende) | mit Umbau entfernen des Zollabteils | | |
| -------------------- | -------------------- | -------------------- | -------------------------------------- | -------------------------------------- | -------------------------------------- | --- | --- | --- | --- | --- | --- | --- | --- | --- | --- | --- | --- | --- | --- | --- | --- | --- | --- |
| 1906                 | Rathg.               | 13                   |                                        | 17 651                                 |                                        | 90 004 Wür | 107 242 Nür | | xx/193x | H; Wsbr; Ahbr | 4 | | G | D | 1 | 1 | 1 | 2 | 1 | AT;FR | 1935 zu einem Kraftwerkwagen umgerüstet | | |
| 1906                 | Rathg.               | 13                   | 17 652                                 |                                        | 90 005 Wür                             | 107 243 Nür | | ? 1945 | AT;FR | H; Wsbr; Ahbr | 4 | | G | D | 1 | 1 | 1 | 2 | 1 | | | | |
| 1906                 | Rathg.               | 13                   | 17 656                                 | X                                      |                                        | | | 11/1919 | AT; | H; Wsbr; Ahbr | 4 | | G | D | 1 | 1 | 1 | 2 | 1 | | | | |
| 1906                 | Rathg.               | 13                   | 17 657                                 |                                        | 90 007 Mü                              | 107 247 Mü | | 07/1950 | AT;FR | H; Wsbr; Ahbr | 4 | | G | D | 1 | 1 | 1 | 2 | 1 | | | | |
| 1906                 | Rathg.               | 13                   | 17 658                                 |                                        | 90 003 Wür                             | 107 248 Nür | | xx/1944 | AT;FR | H; Wsbr; Ahbr | 4 | | G | D | 1 | 1 | 1 | 2 | 1 | | | | |
| 1906                 | Rathg.               | 13                   | 17 659                                 |                                        |                                        | | | xx/1925 | AT;FR | H; Wsbr; Ahbr | 4 | | G | D | 1 | 1 | 1 | 2 | 1 | | | | |
| 1906                 | Rathg.               | 13                   | 17 660                                 |                                        | 90 012 Nür                             | 107 249 Nür | 107 249 Mü | 05/1956 | H; Wsbr; | AT;FR | 4 | | G | D | 1 | 1 | 1 | 2 | 1 | | | | |
| 1906                 | Rathg.               | 13                   | 17 661                                 |                                        | 90 013 Nür                             | 107 250 Nür | 107 250 Mü | xx/193x | H; Wsbr; | AT;FR | 4 | Umbau zu BDW 700 129 | G | D | 1 | 1 | 1 | 2 | 1 | | | | |
| 1906                 | Rathg.               | 13                   | 17 662                                 |                                        | 90 032 Mü                              | 107 251 Mü | 107 251 Mü | 01/1956 | H; Wsbr; | AT;FR | 4 | | G | D | 1 | 1 | 1 | 2 | 1 | | | | |
| 1906                 | Rathg.               | 13                   | 17 663                                 |                                        | 90 007 Nür                             | 107 252 Nür | | ? 1945 | H; Wsbr; | AT; | 4 | | G | D | 1 | 1 | 1 | 2 | 1 | | | | |
| 1906                 | Rathg.               | 13                   | 17 664                                 |                                        | 90 008 Mü                              | 107 253 Mü | | ? 1945 | H; Wsbr; | AT; | 4 | | G | D | 1 | 1 | 1 | 2 | 1 | | | | |
| 1906                 | Rathg.               | 13                   | 17 665                                 |                                        | 90 009 Mü                              | 107 254 Mü | | ? 1945 | H; Wsbr; | AT; | 4 | | G | D | 1 | 1 | 1 | 2 | 1 | | | | |
| 1906                 | Rathg.               | 13                   | 17 666                                 |                                        | 90 010 Mü                              | 107 255 Mü | | 01/1959 | H; Wsbr; | AT; | 4 | | G | D | 1 | 1 | 1 | 2 | 1 | | | | |
| 1910                 | MAN                  | 22                   |                                        | 17 679 Mü                              |                                        | 90 008 Nür | 107 606 Nür | | ? 1945 | H; Wsbr; | 4 | | Gg | D | 1 | 1 | 1 | 2 | 1 | | | | |
| 1910                 | MAN                  | 22                   | 17 680 Mü                              |                                        | 90 001 Wür                             | 107 607 Nür | | 12/1960 | | H; Wsbr; | 4 | | Gg | D | 1 | 1 | 1 | 2 | 1 | | | | |
| 1910                 | MAN                  | 22                   | 17 681 Mü                              |                                        | 90 034 Mü                              | 107 608 Mü | 107 608 Reg | 10/1955 | | H; Wsbr; | 4 | | Gg | D | 1 | 1 | 1 | 2 | 1 | | | | |
| 1910                 | MAN                  | 22                   | 17 682 Mü                              |                                        |                                        | | | xx/1925 | | H; Wsbr; | 4 | | Gg | D | 1 | 1 | 1 | 2 | 1 | | | | |
| 1910                 | MAN                  | 22                   | 17 683 Mü                              |                                        | 90 035 Mü                              | 107 609 Mü | 107 609 Mü | 05/1955 | | H; Wsbr; | 4 | Umbau zum BDW, Nummer nicht bekannt | Gg | D | 1 | 1 | 1 | 2 | 1 | | | | |
| 1910                 | MAN                  | 22                   | 17 684 Mü                              |                                        | 90 036 Mü                              | 107 610 Mü | | 10/1959 | FR | H; Wsbr; | 4 | | Gg | D | 1 | 1 | 1 | 2 | 1 | | | | |
| 1910                 | MAN                  | 22                   | 17 685 Mü                              |                                        | 90 014 Nür                             | 107 611 Nür | 107 611 Nür | 03/1947 | FR | H; Wsbr; | 4 | Altschadwagen | Gg | D | 1 | 1 | 1 | 2 | 1 | | | | |
| 1910                 | MAN                  | 22                   | 17 686 Mü                              |                                        | 90 009 Nür                             | 107 612 Nür | | xx/1939 | FR | H; Wsbr; | 4 | | Gg | D | 1 | 1 | 1 | 2 | 1 | | | | |
| 1910                 | MAN                  | 22                   | 17 687 Mü                              |                                        | 90 015 Nür                             | 107 613 Reg | 107 613 Reg | ? 1945 | | H; Wsbr; | 4 | | Gg | D | 1 | 1 | 1 | 2 | 1 | | | | |
| 1910                 | MAN                  | 22                   | 17 688 Mü                              |                                        | 90 036 Mü                              | 107 614 Au | | ? 1945 | | H; Wsbr; | 4 | | Gg | D | 1 | 1 | 1 | 2 | 1 | | | | |
| 1910                 | MAN                  | 22                   | 17 689 Mü                              | X                                      |                                        | | | 11/1919 | FR | H; Wsbr; | 4 | | Gg | D | 1 | 1 | 1 | 2 | 1 | | | | |
| 1910                 | MAN                  | 22                   | 17 690 Mü                              |                                        | 90 037 Mü                              | 107 615 Reg | 107 615 Reg | ? 1945 | FR | H; Wsbr; | 4 | | Gg | D | 1 | 1 | 1 | 2 | 1 | | | | |
| 1910                 | MAN                  | 22                   | 17 691 Mü                              | X                                      |                                        | | | 11/1919 | FR | H; Wsbr; | 4 | | Gg | D | 1 | 1 | 1 | 2 | 1 | | | | |
| 1910                 | MAN                  | 22                   | 17 692 Mü                              |                                        | 90 038 Mü                              | 107 616 Reg | | ? 1945 | FR | H; Wsbr; | 4 | | Gg | D | 1 | 1 | 1 | 2 | 1 | | | | |
| 1910                 | MAN                  | 22                   | 17 693 Mü                              |                                        | 90 039 Mü                              | 107 617 Mü | 107 617 Mü | ? 1945 | | H; Wsbr; | 4 | | Gg | D | 1 | 1 | 1 | 2 | 1 | | | | |
| 1910                 | MAN                  | 22                   | 17 694 Mü                              |                                        | 90 040 Mü                              | 107 618 Mü | 107 618 Mü | ? 1945 | | H; Wsbr; | 4 | | Gg | D | 1 | 1 | 1 | 2 | 1 | | | | |
| 1910                 | MAN                  | 22                   | 17 695 Mü                              |                                        | 90 041 Mü                              | 107 619 Reg | 107 619 Reg | xx/193x | FR | H; Wsbr; | 4 | | Gg | D | 1 | 1 | 1 | 2 | 1 | | | | |
| 1910                 | MAN                  | 22                   | 17 696 Mü                              |                                        | 90 042 Mü                              | 107 620 Nür | | 02/1959 | FR | H; Wsbr; | 4 | | Gg | D | 1 | 1 | 1 | 2 | 1 | | | | |
| 1910                 | MAN                  | 22                   | 17 697 Mü                              |                                        | 90 043 Mü                              | 107 621 Reg | 107 621 Reg | ? 1945 | FR | H; Wsbr; | 4 | | Gg | D | 1 | 1 | 1 | 2 | 1 | | | | |
| 1910                 | MAN                  | 22                   | 17 698 Mü                              |                                        | 90 044 Mü                              | 107 622 Mü | 107 622 Mü | 08/1962 | FR | H; Wsbr; | 4 | | Gg | D | 1 | 1 | 1 | 2 | 1 | | | | |
| 1910                 | MAN                  | 22                   | 17 699                                 |                                        | 90 045 Mü                              | 107 623 Mü | 107 623 Mü | xx/193x | | H; Wsbr; | 4 | | Gg | D | 1 | 1 | 1 | 2 | 1 | | | | |
| 1910                 | MAN                  | 22                   | 17 700 Mü                              |                                        | 90 046 Mü                              | 107 624 Mü | 107 624 | ? 1945 | | H; Wsbr; | 4 | | Gg | D | 1 | 1 | 1 | 2 | 1 | | | | |
| 1910                 | MAN                  | 2                    |                                        | 17 879 Mü                              |                                        | 90 056 Mü | 107 625 Mü | | 08/1957 | H; Wsbr; | 4 | | Gg | D | 1 | 1 | 1 | 2 | 1 | | | | |
| 1910                 | MAN                  | 2                    | 17 880 Mü                              |                                        | 90 001 Reg                             | 107 626 Reg | | xx/1944 | | H; Wsbr; | 4 | | Gg | D | 1 | 1 | 1 | 2 | 1 | | | | |
| 1913                 | Rathg.               | 5                    |                                        | 17 874 Mü                              |                                        | 90 052 Mü | 107 772 Mü | 107 772 Mü | 05/1945 | H; Wsbr; | 4 | | Gg | D | 1 | 1 | 1 | 2 | 1 | AT | | | |
| 1913                 | Rathg.               | 5                    | 17 875 Mü                              |                                        | 90 053 Mü                              | 107 773 Mü | 107 773 Mü | xx/194x | Altschadwagen | H; Wsbr; | 4 | | Gg | D | 1 | 1 | 1 | 2 | 1 | AT | | | |
| 1913                 | Rathg.               | 5                    | 17 876 Mü                              |                                        | 90 054 Mü                              | 107 774 Mü | 107 774 Mü | ? 1945 | | H; Wsbr; | 4 | | Gg | D | 1 | 1 | 1 | 2 | 1 | AT | | | |
| 1913                 | Rathg.               | 5                    | 17 877 Mü                              |                                        | 90 055 Mü                              | 107 775 Mü | 107 775 Mü | 02/1958 | | H; Wsbr; | 4 | | Gg | D | 1 | 1 | 1 | 2 | 1 | AT | | | |
| 1913                 | Rathg.               | 5                    | 17 878 Mü                              |                                        | 90 003 Reg                             | 107 776 Mü | | ? 1945 | | H; Wsbr; | 4 | | Gg | D | 1 | 1 | 1 | 2 | 1 | AT | | | |
| Blatt-Nr. 231        | Blatt-Nr. 231        | Blatt-Nr. 231        |                                        | PPü                                    |                                        | Pw4ü Bay 06a | Pw4ü Bay 06a | | | (siehe Legende) | | | (siehe Legende) | (siehe Legende) | | D | G | V | Z | (siehe Legende) | Umbau auf zwei Zollabteile für den Verkehr über Lindau u. Österreich in die Schweiz | | |
| 1906                 | Rathg.               | 3                    |                                        | 17 653                                 |                                        | 90 006 Mü | 107 244 Mü | | ? 1945 | H; Wsbr; Ahbr | 4 | | G | D | 1 | 1 | 1 | 2 | 1 | AT;CH | | | |
| 1906                 | Rathg.               | 3                    | 17 654                                 | 90 001 Mü                              | 107 245 Mü                             | | 09/1955 | | | H; Wsbr; Ahbr | 4 | | G | D | 1 | 1 | 1 | 2 | 1 | AT;CH | | | |
| 1906                 | Rathg.               | 3                    | 17 655                                 | 90 021 Mü                              | 107 265 Mü                             | | 02/1956 | Spenderfahrzeug für das YG-Progrqamm | | H; Wsbr; Ahbr | 4 | | G | D | 1 | 1 | 1 | 2 | 1 | AT;CH | | | |
| Legende Bremsen      | Legende Bremsen      | Legende Bremsen      | Legende Bremsen                        | Handbremstypen                         | Handbremstypen                         | BrH = Bremserhaus; Pl = Handbremse auf Plattform; Fsbr = Freisitzbremse | BrH = Bremserhaus; Pl = Handbremse auf Plattform; Fsbr = Freisitzbremse | BrH = Bremserhaus; Pl = Handbremse auf Plattform; Fsbr = Freisitzbremse | BrH = Bremserhaus; Pl = Handbremse auf Plattform; Fsbr = Freisitzbremse | BrH = Bremserhaus; Pl = Handbremse auf Plattform; Fsbr = Freisitzbremse | BrH = Bremserhaus; Pl = Handbremse auf Plattform; Fsbr = Freisitzbremse | BrH = Bremserhaus; Pl = Handbremse auf Plattform; Fsbr = Freisitzbremse | BrH = Bremserhaus; Pl = Handbremse auf Plattform; Fsbr = Freisitzbremse | BrH = Bremserhaus; Pl = Handbremse auf Plattform; Fsbr = Freisitzbremse | BrH = Bremserhaus; Pl = Handbremse auf Plattform; Fsbr = Freisitzbremse | BrH = Bremserhaus; Pl = Handbremse auf Plattform; Fsbr = Freisitzbremse | BrH = Bremserhaus; Pl = Handbremse auf Plattform; Fsbr = Freisitzbremse | BrH = Bremserhaus; Pl = Handbremse auf Plattform; Fsbr = Freisitzbremse | BrH = Bremserhaus; Pl = Handbremse auf Plattform; Fsbr = Freisitzbremse | BrH = Bremserhaus; Pl = Handbremse auf Plattform; Fsbr = Freisitzbremse | BrH = Bremserhaus; Pl = Handbremse auf Plattform; Fsbr = Freisitzbremse | BrH = Bremserhaus; Pl = Handbremse auf Plattform; Fsbr = Freisitzbremse | BrH = Bremserhaus; Pl = Handbremse auf Plattform; Fsbr = Freisitzbremse |
|                      |                      |                      |                                        | Druckluftbremsen                       | Druckluftbremsen                       | Hnbr = Henri-Bremse; Hsbr = Henri-Schnellbremse; Kp. = Knorr-Bremse; Sbr. = Schleifer-Bremse; Ssbr = Schleifer-Schnellbremse; Wbr = Westinghouse-Bremse; Wsbr = Westinghouse-Schnellbremse; | Hnbr = Henri-Bremse; Hsbr = Henri-Schnellbremse; Kp. = Knorr-Bremse; Sbr. = Schleifer-Bremse; Ssbr = Schleifer-Schnellbremse; Wbr = Westinghouse-Bremse; Wsbr = Westinghouse-Schnellbremse; | Hnbr = Henri-Bremse; Hsbr = Henri-Schnellbremse; Kp. = Knorr-Bremse; Sbr. = Schleifer-Bremse; Ssbr = Schleifer-Schnellbremse; Wbr = Westinghouse-Bremse; Wsbr = Westinghouse-Schnellbremse; | Hnbr = Henri-Bremse; Hsbr = Henri-Schnellbremse; Kp. = Knorr-Bremse; Sbr. = Schleifer-Bremse; Ssbr = Schleifer-Schnellbremse; Wbr = Westinghouse-Bremse; Wsbr = Westinghouse-Schnellbremse; | Hnbr = Henri-Bremse; Hsbr = Henri-Schnellbremse; Kp. = Knorr-Bremse; Sbr. = Schleifer-Bremse; Ssbr = Schleifer-Schnellbremse; Wbr = Westinghouse-Bremse; Wsbr = Westinghouse-Schnellbremse; | Hnbr = Henri-Bremse; Hsbr = Henri-Schnellbremse; Kp. = Knorr-Bremse; Sbr. = Schleifer-Bremse; Ssbr = Schleifer-Schnellbremse; Wbr = Westinghouse-Bremse; Wsbr = Westinghouse-Schnellbremse; | Hnbr = Henri-Bremse; Hsbr = Henri-Schnellbremse; Kp. = Knorr-Bremse; Sbr. = Schleifer-Bremse; Ssbr = Schleifer-Schnellbremse; Wbr = Westinghouse-Bremse; Wsbr = Westinghouse-Schnellbremse; | Hnbr = Henri-Bremse; Hsbr = Henri-Schnellbremse; Kp. = Knorr-Bremse; Sbr. = Schleifer-Bremse; Ssbr = Schleifer-Schnellbremse; Wbr = Westinghouse-Bremse; Wsbr = Westinghouse-Schnellbremse; | Hnbr = Henri-Bremse; Hsbr = Henri-Schnellbremse; Kp. = Knorr-Bremse; Sbr. = Schleifer-Bremse; Ssbr = Schleifer-Schnellbremse; Wbr = Westinghouse-Bremse; Wsbr = Westinghouse-Schnellbremse; | Hnbr = Henri-Bremse; Hsbr = Henri-Schnellbremse; Kp. = Knorr-Bremse; Sbr. = Schleifer-Bremse; Ssbr = Schleifer-Schnellbremse; Wbr = Westinghouse-Bremse; Wsbr = Westinghouse-Schnellbremse; | Hnbr = Henri-Bremse; Hsbr = Henri-Schnellbremse; Kp. = Knorr-Bremse; Sbr. = Schleifer-Bremse; Ssbr = Schleifer-Schnellbremse; Wbr = Westinghouse-Bremse; Wsbr = Westinghouse-Schnellbremse; | Hnbr = Henri-Bremse; Hsbr = Henri-Schnellbremse; Kp. = Knorr-Bremse; Sbr. = Schleifer-Bremse; Ssbr = Schleifer-Schnellbremse; Wbr = Westinghouse-Bremse; Wsbr = Westinghouse-Schnellbremse; | Hnbr = Henri-Bremse; Hsbr = Henri-Schnellbremse; Kp. = Knorr-Bremse; Sbr. = Schleifer-Bremse; Ssbr = Schleifer-Schnellbremse; Wbr = Westinghouse-Bremse; Wsbr = Westinghouse-Schnellbremse; | Hnbr = Henri-Bremse; Hsbr = Henri-Schnellbremse; Kp. = Knorr-Bremse; Sbr. = Schleifer-Bremse; Ssbr = Schleifer-Schnellbremse; Wbr = Westinghouse-Bremse; Wsbr = Westinghouse-Schnellbremse; | Hnbr = Henri-Bremse; Hsbr = Henri-Schnellbremse; Kp. = Knorr-Bremse; Sbr. = Schleifer-Bremse; Ssbr = Schleifer-Schnellbremse; Wbr = Westinghouse-Bremse; Wsbr = Westinghouse-Schnellbremse; | Hnbr = Henri-Bremse; Hsbr = Henri-Schnellbremse; Kp. = Knorr-Bremse; Sbr. = Schleifer-Bremse; Ssbr = Schleifer-Schnellbremse; Wbr = Westinghouse-Bremse; Wsbr = Westinghouse-Schnellbremse; | Hnbr = Henri-Bremse; Hsbr = Henri-Schnellbremse; Kp. = Knorr-Bremse; Sbr. = Schleifer-Bremse; Ssbr = Schleifer-Schnellbremse; Wbr = Westinghouse-Bremse; Wsbr = Westinghouse-Schnellbremse; | Hnbr = Henri-Bremse; Hsbr = Henri-Schnellbremse; Kp. = Knorr-Bremse; Sbr. = Schleifer-Bremse; Ssbr = Schleifer-Schnellbremse; Wbr = Westinghouse-Bremse; Wsbr = Westinghouse-Schnellbremse; |
|                      |                      |                      |                                        | Saugluftbremsen                        | Saugluftbremsen                        | Hbr = Hardy-Bremse; Ahbr = Autom. Hardy-Vacuumbremse | Hbr = Hardy-Bremse; Ahbr = Autom. Hardy-Vacuumbremse | Hbr = Hardy-Bremse; Ahbr = Autom. Hardy-Vacuumbremse | Hbr = Hardy-Bremse; Ahbr = Autom. Hardy-Vacuumbremse | Hbr = Hardy-Bremse; Ahbr = Autom. Hardy-Vacuumbremse | Hbr = Hardy-Bremse; Ahbr = Autom. Hardy-Vacuumbremse | Hbr = Hardy-Bremse; Ahbr = Autom. Hardy-Vacuumbremse | Hbr = Hardy-Bremse; Ahbr = Autom. Hardy-Vacuumbremse | Hbr = Hardy-Bremse; Ahbr = Autom. Hardy-Vacuumbremse | Hbr = Hardy-Bremse; Ahbr = Autom. Hardy-Vacuumbremse | Hbr = Hardy-Bremse; Ahbr = Autom. Hardy-Vacuumbremse | Hbr = Hardy-Bremse; Ahbr = Autom. Hardy-Vacuumbremse | Hbr = Hardy-Bremse; Ahbr = Autom. Hardy-Vacuumbremse | Hbr = Hardy-Bremse; Ahbr = Autom. Hardy-Vacuumbremse | Hbr = Hardy-Bremse; Ahbr = Autom. Hardy-Vacuumbremse | Hbr = Hardy-Bremse; Ahbr = Autom. Hardy-Vacuumbremse | Hbr = Hardy-Bremse; Ahbr = Autom. Hardy-Vacuumbremse | Hbr = Hardy-Bremse; Ahbr = Autom. Hardy-Vacuumbremse |
| Legende BL           | Legende BL           | Legende BL           | Legende BL                             | Arten der Beleuchtung                  | Arten der Beleuchtung                  | P = Petroleumleuchte; G = Gasleuchte; Gg = Gas-Glühleuchte; El = elektrische Beleuchtung | P = Petroleumleuchte; G = Gasleuchte; Gg = Gas-Glühleuchte; El = elektrische Beleuchtung | P = Petroleumleuchte; G = Gasleuchte; Gg = Gas-Glühleuchte; El = elektrische Beleuchtung | P = Petroleumleuchte; G = Gasleuchte; Gg = Gas-Glühleuchte; El = elektrische Beleuchtung | P = Petroleumleuchte; G = Gasleuchte; Gg = Gas-Glühleuchte; El = elektrische Beleuchtung | P = Petroleumleuchte; G = Gasleuchte; Gg = Gas-Glühleuchte; El = elektrische Beleuchtung | P = Petroleumleuchte; G = Gasleuchte; Gg = Gas-Glühleuchte; El = elektrische Beleuchtung | P = Petroleumleuchte; G = Gasleuchte; Gg = Gas-Glühleuchte; El = elektrische Beleuchtung | P = Petroleumleuchte; G = Gasleuchte; Gg = Gas-Glühleuchte; El = elektrische Beleuchtung | P = Petroleumleuchte; G = Gasleuchte; Gg = Gas-Glühleuchte; El = elektrische Beleuchtung | P = Petroleumleuchte; G = Gasleuchte; Gg = Gas-Glühleuchte; El = elektrische Beleuchtung | P = Petroleumleuchte; G = Gasleuchte; Gg = Gas-Glühleuchte; El = elektrische Beleuchtung | P = Petroleumleuchte; G = Gasleuchte; Gg = Gas-Glühleuchte; El = elektrische Beleuchtung | P = Petroleumleuchte; G = Gasleuchte; Gg = Gas-Glühleuchte; El = elektrische Beleuchtung | P = Petroleumleuchte; G = Gasleuchte; Gg = Gas-Glühleuchte; El = elektrische Beleuchtung | P = Petroleumleuchte; G = Gasleuchte; Gg = Gas-Glühleuchte; El = elektrische Beleuchtung | P = Petroleumleuchte; G = Gasleuchte; Gg = Gas-Glühleuchte; El = elektrische Beleuchtung | P = Petroleumleuchte; G = Gasleuchte; Gg = Gas-Glühleuchte; El = elektrische Beleuchtung |
| Legende HZ           | Legende HZ           | Legende HZ           | Legende HZ                             | Arten der Beheizung                    | Arten der Beheizung                    | O = Ofenheizung; D = Dampfheizung; Pr. = Presskohleheizung; L = nur Dampfleitung | O = Ofenheizung; D = Dampfheizung; Pr. = Presskohleheizung; L = nur Dampfleitung | O = Ofenheizung; D = Dampfheizung; Pr. = Presskohleheizung; L = nur Dampfleitung | O = Ofenheizung; D = Dampfheizung; Pr. = Presskohleheizung; L = nur Dampfleitung | O = Ofenheizung; D = Dampfheizung; Pr. = Presskohleheizung; L = nur Dampfleitung | O = Ofenheizung; D = Dampfheizung; Pr. = Presskohleheizung; L = nur Dampfleitung | O = Ofenheizung; D = Dampfheizung; Pr. = Presskohleheizung; L = nur Dampfleitung | O = Ofenheizung; D = Dampfheizung; Pr. = Presskohleheizung; L = nur Dampfleitung | O = Ofenheizung; D = Dampfheizung; Pr. = Presskohleheizung; L = nur Dampfleitung | O = Ofenheizung; D = Dampfheizung; Pr. = Presskohleheizung; L = nur Dampfleitung | O = Ofenheizung; D = Dampfheizung; Pr. = Presskohleheizung; L = nur Dampfleitung | O = Ofenheizung; D = Dampfheizung; Pr. = Presskohleheizung; L = nur Dampfleitung | O = Ofenheizung; D = Dampfheizung; Pr. = Presskohleheizung; L = nur Dampfleitung | O = Ofenheizung; D = Dampfheizung; Pr. = Presskohleheizung; L = nur Dampfleitung | O = Ofenheizung; D = Dampfheizung; Pr. = Presskohleheizung; L = nur Dampfleitung | O = Ofenheizung; D = Dampfheizung; Pr. = Presskohleheizung; L = nur Dampfleitung | O = Ofenheizung; D = Dampfheizung; Pr. = Presskohleheizung; L = nur Dampfleitung | O = Ofenheizung; D = Dampfheizung; Pr. = Presskohleheizung; L = nur Dampfleitung |
| Legende Signalhalter | Legende Signalhalter | Legende Signalhalter | Legende Signalhalter                   | zum Übergang nach                      | zum Übergang nach                      | AT = Österreich; IT = Italien; CH = Schweiz; FR = Frankreich; BE = Belgien | AT = Österreich; IT = Italien; CH = Schweiz; FR = Frankreich; BE = Belgien | AT = Österreich; IT = Italien; CH = Schweiz; FR = Frankreich; BE = Belgien | AT = Österreich; IT = Italien; CH = Schweiz; FR = Frankreich; BE = Belgien | AT = Österreich; IT = Italien; CH = Schweiz; FR = Frankreich; BE = Belgien | AT = Österreich; IT = Italien; CH = Schweiz; FR = Frankreich; BE = Belgien | AT = Österreich; IT = Italien; CH = Schweiz; FR = Frankreich; BE = Belgien | AT = Österreich; IT = Italien; CH = Schweiz; FR = Frankreich; BE = Belgien | AT = Österreich; IT = Italien; CH = Schweiz; FR = Frankreich; BE = Belgien | AT = Österreich; IT = Italien; CH = Schweiz; FR = Frankreich; BE = Belgien | AT = Österreich; IT = Italien; CH = Schweiz; FR = Frankreich; BE = Belgien | AT = Österreich; IT = Italien; CH = Schweiz; FR = Frankreich; BE = Belgien | AT = Österreich; IT = Italien; CH = Schweiz; FR = Frankreich; BE = Belgien | AT = Österreich; IT = Italien; CH = Schweiz; FR = Frankreich; BE = Belgien | AT = Österreich; IT = Italien; CH = Schweiz; FR = Frankreich; BE = Belgien | AT = Österreich; IT = Italien; CH = Schweiz; FR = Frankreich; BE = Belgien | AT = Österreich; IT = Italien; CH = Schweiz; FR = Frankreich; BE = Belgien | AT = Österreich; IT = Italien; CH = Schweiz; FR = Frankreich; BE = Belgien |